# Krystyna Jeżowiecka-Kabsch
Krystyna Maria Jeżowiecka-Kabsch (ur. 1939) – polska inżynier urządzeń sanitarnych. Absolwentka Politechniki Wrocławskiej. Od 2002  profesor na Wydziale Mechaniczno-Energetycznym Politechniki Wrocławskiej.